# Sant Jaume de Caramola
Sant Jaume de Caramola fou una església del poble de Cornellà de Conflent, del terme comunal del mateix nom, de la comarca del Conflent, a la Catalunya del Nord.
Estava situada a un centenar de passes al sud-oest del Palau de Cornellà de Conflent. En resta a penes un fragment de paret a l'hort de la casa Aimà, a prop del Camí de Sant Jaume (camí que prengué el nom d'aquesta església).